# مدرسه طب
مدرسه طب مربوط به دوره قاجار است و در ارومیه، خیابان پهلوی، کوچه تلفنخانه، محله کارخانه برق واقع شده و این اثر در تاریخ ۷ اسفند ۱۳۸۵ با شمارهٔ ثبت ۱۷۶۹۲ به‌عنوان یکی از آثار ملی ایران به ثبت رسیده است.
این مدرسه توسط جوزف کاکرن در سال ۱۲۵۷ خورشیدی بنیان گذاشته شد.